# Лоар (река)
Лоар (на френски: Loir) е река в Северозападна Франция (департаменти Йор и Лоар, Лоар и Шер, Сарт и Мен и Лоара), ляв приток на Сарт (от басейна на Лоара). Дължина 311 km, площ на водосборния басейн 7925 km².

## Географска характеристика
Река Лоар води началото си на 258 m н.в., от югоизточната част на възвишението Перше, в централната част на департамента Йор и Лоар, на 2 km южно от град Шанрон ан Гатине. В горното течение тече в югозападна посока през хълмиста равнина, а в долното – в западна посока през северната част на обширната Лоарска низина в широка и плитка долина, с бавно и спокойно течение и множество меандри. Влива се отлява в река Сарт, при нейния 16 km, на 16 m н.в., на 6 km северно от град Анже (департамент Мен и Лоара).
Водосборният басейн на Лоар обхваща площ от 7925 km², което представлява 48,4% от водосборния басейн на Сарт. Речната ѝ мрежа е едностранно развита, с по-дълги и по-пълноводни десни притоци и по-къси и маловодни десни. На запад и северозапад водосборният басейн на Лоар граничи с водосборните басейни на рекя Юин и други по-малки леви притоци на Сарт, на североизток – с водосборния басейн на река Сена, вливаща се в Атлантическия океан, а на югоизток и юг – с водосборните басейни на реките Брен, Отьон и други по-малки, десни притоци на Лоара.
Основни притоци:
- леви – Кони (32 km, 8294 km²);
- десни – Озан (44 km, 278 km²), Йер (49 km, 299 km²), Бре (75 km, 850 km²).

Река Лоар има предимно дъждовно подхранване с ясно изразено зимно-пролетно (от декември до март) пълноводие в резултат от обилните валежи през сезона и лятно (от юли до септември) маловодие. Среден годишен отток в устието 32,2 m³/sec.

## Стопанско значение, селища
Лоар има важно транспортно, стопанско и иригационно значение. Плавателна е на 120 km от устието за плиткогазещи речни съдови. В горното и средното течение част от водите ѝ се използват за промишлено и битово водоснабдяване, а в долното – за напояване.
Долината на реката е гъсто заселена, като най-големите селища са градовете: Бонвал и Шатодьон (департамент Йор и Лоар), Море, Вандом и Монтуар сюр Лоар (департамент Лоар и Шер), Ла Шартър сюр ле Лоар, Шато дьо Лоар, Ла Флеш (департамет Сарт, Сеш сюр ле Лоар (департамент Мен и Лоара).